# Eric Nshimiyimana
Eric Nshimiyimana (n. Buyumbura, 8 de mayo de 1972) es un exfutbolista y actual entrenador de fútbol ruandés que actualmente entrena al SC Kiyovu Sport de la Primera División de Ruanda.

## Biografía
Debutó como futbolista en 1994 a los 22 años de edad con el Prince Louis FC de su país natal. Un año después fichó por el APR FC de Ruanda, nacionalizándose de dicho país. Jugó en el club durante nueve temporadas, llegando a ganar la Primera División de Ruanda un total de cinco veces, la Copa de Ruanda en 2002, y la Copa Interclubes Kagame 2004. En 2005 se retiró como futbolista para dedicarse al cargo de segundo entrenador durante seis años del club que le vio colgar las botas. Tras abandonar el club en 2011, fue la Selección de fútbol de Ruanda quien se hizo con sus servicios de segundo entrenador hasta 2013, momento que ejerció el cargo de seleccionador, hasta julio de 2014. En julio de 2014 se convirtió en nuevo entrenador del SC Kiyovu Sport.

## Selección nacional
Jugó para la selección de fútbol de Ruanda entre 1996 y 2004, llegando a jugar cuatro partidos de clasificación para la Copa Mundial de Fútbol de 1998 y para la Copa Mundial de Fútbol de 2006. Además formó parte del equipo que jugó la Copa Africana de Naciones 2004.

## Clubes

### Como futbolista
| Club            | País    | Año         |
| --------------- | ------- | ----------- |
| Prince Louis FC | Burundi | 1994 - 1995 |
| APR FC          | Ruanda  | 1996 - 2005 |

### Como entrenador
| Club                                               | País   | Año           |
| -------------------------------------------------- | ------ | ------------- |
| APR FC (segundo entrenador)                        | Ruanda | 2005 - 2011   |
| Selección de fútbol de Ruanda (segundo entrenador) | Ruanda | 2011 - 2013   |
| Selección de fútbol de Ruanda                      | Ruanda | 2013-2014     |
| SC Kiyovu Sport                                    | Ruanda | 2014          |
| AS Kigali                                          | Ruanda | 2014-2018     |
| AS Kigali                                          | Ruanda | 2019-presente |

## Palmarés

### Campeonatos nacionales
| Título                     | Club   | País   | Año  |
| -------------------------- | ------ | ------ | ---- |
| Primera División de Ruanda | APR FC | Ruanda | 1999 |
| Primera División de Ruanda | APR FC | Ruanda | 2000 |
| Primera División de Ruanda | APR FC | Ruanda | 2001 |
| Primera División de Ruanda | APR FC | Ruanda | 2003 |
| Primera División de Ruanda | APR FC | Ruanda | 2005 |
| Copa de Ruanda             | APR FC | Ruanda | 2002 |

### Campeonatos continentales
| Título                      | Club   | País   | Año  |
| --------------------------- | ------ | ------ | ---- |
| Copa de Clubes de la CECAFA | APR FC | Ruanda | 2004 |